# Barrhead (Alberta)
Barrhead ist eine Kleinstadt (englisch Town) im Zentrum der kanadischen Provinz Alberta, die hauptsächlich von Landwirtschaft und Viehzucht lebt. Bedeutendere Wirtschaftszweige sind auch die Holzproduktion und die Firma Pollard Banknote Ltd, einer der größten Hersteller von Rubbellosen und Lotteriebedarf.
Die Stadt ist benannt nach dem schottischen Ort Barrhead, dem Geburtsort eines frühen Siedlers, nämlich James McGuire. Sie liegt etwa 120 km nördlich von der Provinzhauptstadt Edmonton, am Paddle River und ist Sitz der Bezirksverwaltung des County of Barrhead No. 11. In 16 km Entfernung befindet sich der Thunder Lake Provincial Park.

## Demographie
Der Zensus im Jahr 2016 ergab für die Gemeinde eine Bevölkerungszahl von 4579 Einwohnern. Die Bevölkerung hat dabei im Vergleich zum letzten Zensus im Jahr 2011 leicht um 3,3 % abgenommen, während der Provinzdurchschnitt bei einer Bevölkerungszunahme von 11,6 % deutlicher ausfiel. Bereits im Zensuszeitraum 2006 bis 2011 hatte die Einwohnerzahl in der Gemeinde unterdurchschnittlich um 5,3 % zugenommen, während sie im Provinzdurchschnitt um 10,8 % zunahm.
2011 hatte die auf 650 m Höhe gelegene Stadt eine Bevölkerung von 4432, die sich auf 1805 Haushalte verteilte. Bei einer Fläche von 8,10 km2 ergab sich eine Bevölkerungsdichte von 547,2 Einwohnern pro Quadratkilometer.

## Söhne und Töchter der Stadt
- Alan May (* 1965), Eishockeyspieler
- Leland Irving (* 1988), Eishockeytorwart